# Prix Froger-Ferron
Le Prix Froger-Ferron est un festival de musiques et de danses traditionnelles comprenant des concours d'accordéon et concerts. Il a lieu tous les ans en septembre et a été créé pour les 10 ans de l'Association de Formation et d’Animation Populaire (AFAP) dont le siège est à Fougères (Ille-et-Vilaine). Il est nommé ainsi en l'honneur de deux musiciens traditionnels, bouézous (joueurs d'accordéon diatonique en Pays Gallo) : Victor Froger et Francis Ferron.
Le grand maitre de cette assemblée est Jean-François FROGER (fils de Victor) plus connu sous le nom de FROFRO.
La première édition a eu lieu à Saint-Marc-le-Blanc en 1986.